# Fallmeisterei (Langenzenn)
Fallmeisterei ist eine Wüstung, die sich auf dem Gemeindegebiet der Stadt Langenzenn befindet.

## Geographie
Die Einöde lag 200 Meter südlich der Stadt Langenzenn im Stenzengraben auf einer Höhe von 320 m ü. NHN und war von kleineren Waldgebieten und Ackerland umgeben. Im Süden lag die Flur Am Klaushöfer Weg. Heute steht an ihrer Stelle das Haus Nr. 10 der Flurstraße.

## Geschichte
Der Ort wurde in der Vetterschen Oberamtsbeschreibung Cadolzburg von 1732 als „Fallhaus“ erstmals schriftlich erwähnt. Sie diente als Abdeckerei für Langenzenn.
Gegen Ende des 18. Jahrhunderts gehörte die Fallmeisterei zur Realgemeinde Langenzenn. Unter der preußischen Verwaltung (1792–1806) des Fürstentums Ansbach erhielt die Fallmeisterei die Hausnummer 163 des Ortes Langenzenn.
Im Rahmen des Gemeindeedikts wurde Fallmeisterei dem 1808 gebildeten Steuerdistrikt Langenzenn und der im selben Jahr gebildeten Munizipalgemeinde Langenzenn zugeordnet. Nach 1888 wurde die Fallmeisterei in den amtlichen Ortsverzeichnissen nicht mehr erwähnt.

## Einwohnerentwicklung
| Jahr      | 001818 | 001836 | 001840 | 001861 | 001871 | 001885 |
| Einwohner | *      | 4      | 5      | 5      | 6      | 5      |
| Häuser    | *      | 1      | 1      |        |        | 2      |
| Quelle    | [ 4 ]  | [ 6 ]  | [ 7 ]  | [ 8 ]  | [ 9 ]  | [ 10 ] |

## Religion
Die Einwohner evangelisch-lutherischer Konfession waren in die Trinitatiskirche (Langenzenn) gepfarrt.